# Payolinyam
Payolinyam is een bestuurslaag in het regentschap Payakumbuh van de provincie West-Sumatra, Indonesië. Payolinyam telt 802 inwoners (volkstelling 2010).